# 시장 (경제학)
시장(市場)이란 경제학적으로 권리, 용역, 제품(이들을 재화라 한다.)의 소유권의 교환을 촉진하기 위하여 경제학적인 또는 경제학적인 방향을 가진 인간의 상호작용으로 발전된 자연적인 사회 구조이다. 일상 생활에서 시장은 생활에 필요한 소매품을 파는 상점들이 밀집한 장소 (시장)를 말하지만, 경제학적인 측면에서 보았을 때, 거래의 목적물과 판매자, 구매자만 있으면 거래 장소가 특별히 정해져 있지 않더라도 시장이라 표현한다. 시장에서 매매되는 재화를 상품이라 한다.

## 기능
시장에서 판매자와 구매자는 재화의 종류, 가격, 대금의 지급 조건등을 서로의 약속에 따라 정하고 매매한다. 아무리 초보적인 시장이라고 하더라도 그곳은 수요와 공급이 만나는 곳이고, 다른 사람의 도움을 얻는 선택된 곳이다. 만일 이런 것들이 없다면 통상적인 의미의 경제라는 것이 존재할 수 없고 단지 자급자족, 혹은 비(非)경제 속에 갇힌 생활만이 존재하게 될 것이다. 인간의 활동과 인간이 교환하는 잉여가 이 시장을 통과하는 것은 매우 어렵게 시작되었으나 그 시장은 점차 커지고 또 많아지며, 그러다가 이 과정의 마지막에 가면 "시장이 일반화된 사회"(프랑스어: société à marché généralisé)로 된다. 이것은 그 과정의 마지막에 가서, 즉 뒤늦게 이루어진 일이며, 그것도 지방마다 달라서 결코 같은 때에 같은 방식으로 된 것이 아니다. 그러므로 시장의 발전에 관한 단순하고 단선적인 역사와 같은 것은 없다. 여기에는 전통적인 것, 고졸한 것, 근대적인 것, 대단히 근대적인 것 등이 혼재한다. 오늘날에도 역시 마찬가지이다.

## 시장 종류

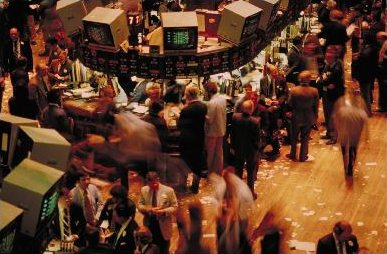
뉴욕증권거래소

재화를 현실에서 직접 주고 받는 것이 아닌 추상적 공간에서 거래하는 시장이다.
- 금융 시장: 금융 재화를 거래의 대상으로 하는 시장이다.
  - 주식 시장: 주식을 거래하는 시장이다. 주식 뿐만 아니라 채권과 같은 유가 증권 및 주가 지수와 같은 추상적 재화도 함께 취급한다.
  - 외환 시장: 여러 나라의 통화를 거래의 대상으로 하는 시장이다. 환율과 같은 추상적 재화도 함께 취급한다.

## 시장 실패
시장경제는 애덤 스미스가 말한 것처럼 "보이지 않는 손"에 의해 자원이 효율적으로 배분되는 체제이다. 하지만 시장이 스스로 효율적인 자원 배분을 하지 못하는 경우도 있다. 이런 경우를 시장의 실패라고 한다. 규모의 경제가 작용하거나 원료 독점 등으로독과점이 나타나는 경우, 환경오염 등 외부 효과가 발생하는 경우, 국방·치안처럼 재화나 서비스의 공급을 시장에 맡기기 힘든 공공재의 경우 등을 들 수 있다.또 좋은 투자계획을 갖고 있음에도 불구하고, 정보의 불완전으로 단지 중소기업이라는 이유로 대출을 받지 못하는 것도 시장이 스스로 해결하기 어려운 문제이다. 이러한 시장 실패가 나타나면 보통 정부가 개입하게 된다. 하지만 정부 역시 시장에 대한 불완전한 정보와 능력의 한계 등으로 기능을 제대로 하지 못하는 경우가 적지 않은데 이를 정부의 실패라고 한다. 예컨대 적자 기업이 시장에서 퇴출되지 않고 정부의 구제금융으로 연명하는 것은 정부의 실패이다.

## 같이 보기
- 식료품점
- 지식검색
- 시장 경제
- 시장도시